# Karangasso-Vigué (département)
Ne doit pas être confondu avec Karangasso-Sambla (département).
Pour le village chef-lieu, voir Karangasso-Vigué.
Karangasso-Vigué (nom officiel) ou Karankasso-Vigué est un département et une commune rurale de la province du Houet, situé dans la région des Hauts-Bassins au Burkina Faso.
En 2006, le dernier recensement comptabilisait 76 570 habitants.

## Villages
Le département et la commune rurale de Karangasso-Vigué se compose de vingt-cinq villages, dont le village chef-lieu homonyme (données de population du recensement général de 2006) :
- Dan (7 169 habitants)
- Déguélé (5 813 habitants)
- Dérégouan (3 102 habitants)
- Dindiaradougou-Némato (1 820 habitants)
- Diosso (3 950 habitants)
- Gnaoué (1 341 habitants)
- Karangasso-Vigué (5 660 habitants), chef-lieu
- Kimi (2 560 habitants)
- Klesso (2 838 habitants)
- Kouérédougou (3 446 habitants)
- Kourémaganfaso (2 350 habitants)
- Larama (1 200 habitants)
- Mandiasso (429 habitants)
- Ouéré (2 892 habitants)
- Piéré (973 habitants)
- Pinguina (1 136 habitants)
- Poya (5 456 habitants)
- Poya-Obaga (3 140 habitants)
- Seyé (2 327 habitants)
- Signoghin (2 165 habitants)
- Somanguima (924 habitants)
- Soumousso (6 148 habitants)
- Tiébadialofaso (351 habitants)
- Wara (4 858 habitants)
- Yéguéré (3 433 habitants)